# Triple frontière (Brésil)

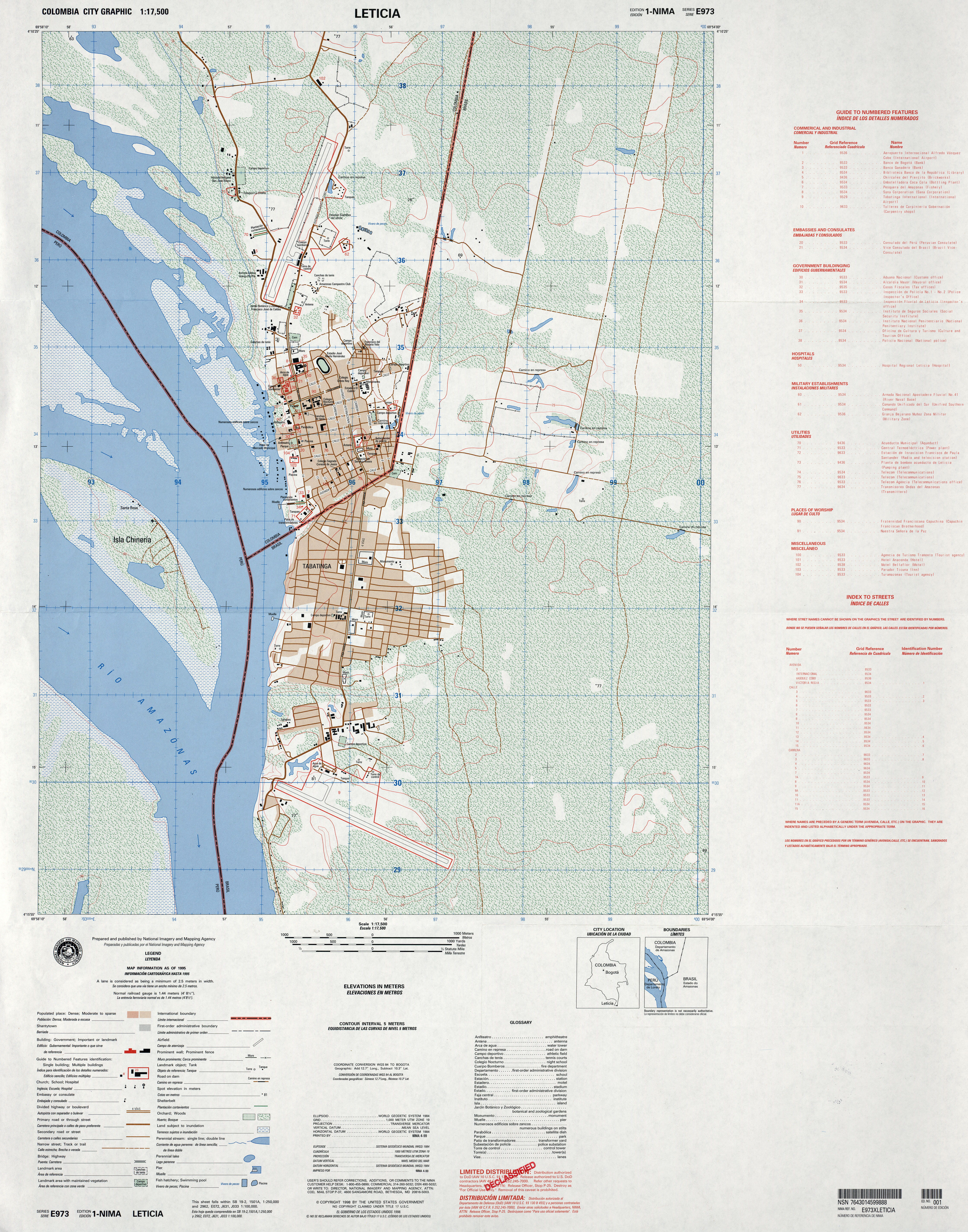
Carte de Leticia en 1995 et emplacement de la triple frontière, juste à gauche.

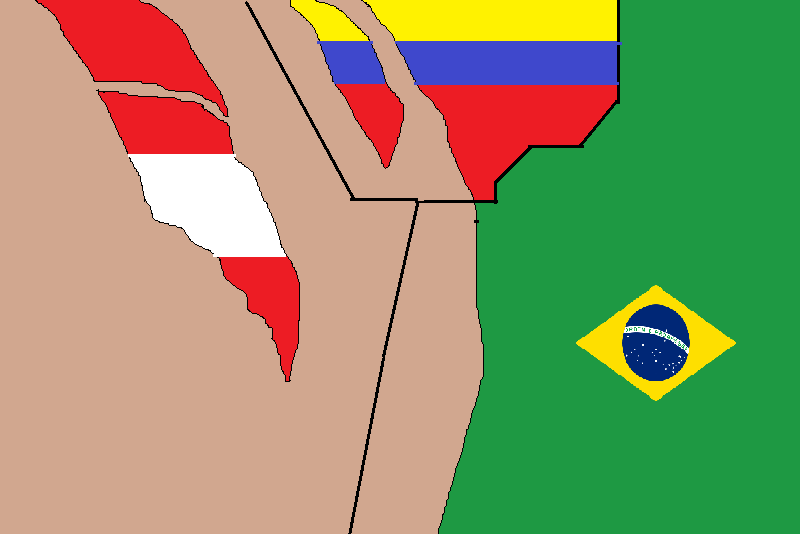
Les trois frontières entre la Colombie, le Brésil et le Pérou avec leurs drapeaux respectifs.

La triple frontière (en espagnol : Tres Fronteras, en portugais : Três Fronteiras et en ticuna : Tamái-pi tres Nazones) est la région de l'Amazonie où les frontières du Brésil, du Pérou et de la Colombie se rejoignent. Dans cette zone se trouvent les villes frontalières de Tabatinga (Brésil), Leticia (Colombie) et Santa Rosa de Yavarí (en) (Pérou).

## Culture
La région se caractérise par ses manifestations culturelles, qui reflètent un mélange de l'influence des cultures des trois pays, ainsi que l'influence des peuples d'origine tels que les Ticunas (en).
Les habitants de la région utilisent un mélange d'espagnol et de portugais, connu dans la région sous le nom de portunhol de Leticia.